# ローラ・ブレナン
ローラ・ブレナン（Laura Brennan, 1992年9月30日 - 2019年3月20日）は、アイルランドのHPVワクチン啓発運動家。

## 略歴
アイルランドクレア州出身。3人の兄弟がいる末っ子。セントフラナンズ大学に通った後、営業担当者になった。スポーツが得意で2006年に全アイルランドフェイルメダルを獲得している。
24歳で子宮頸がんのステージ2Bと診断された。発病後、闘病中にもかかわらず熱心にHPV啓発キャンペーンのために死に至るまで18か月活動した。世界保健機関と協力してヨーロッパのHPV啓発キャンペーンに取り組み、米国で開催されたHPVアドボカシー会議で講演。2018年9月にアイルランド王立医師会の患者擁護者メダルを、2018年12月にダブリン大学から名誉博士号を、2019年3月にクレアパーソンオブザイヤーを受賞した。アイルランド婦人科腫瘍学会はローラブレナンを設立した。

この病気は壊滅的で、私の命を奪うでしょうが、いいニュースとして、それを防ぐために入手できるワクチンがあります。HPVは私の癌を引き起こしました。代わりの方法があることを両親に知ってもらいたいのです。

HPVワクチンの摂取量は、彼女が最初に組織に連絡した2017年の51％から2019年には70％に増加し、サイモン・ハリス保健相も謝意を示した。
腫瘍が骨盤のリンパ節に広がり28回の放射線療法、5回の化学療法、3回の内部放射線の治療を要し、一旦がんが消失したとの診断があったが、2か月転移と判明した。彼女が学齢期であったときにはHPVワクチンは打てなかった。
2019年3月20日がんの為、ユニバーシティホスピタルリメリックにて死去。
ローラの家族は、彼女の死去ののちにも啓発活動に参加している。

ローラが言うように、事実を入手し、ワクチンを入手してください。私たちの未来を守ってください。